# Claire-Lise Renggli
Claire-Lise Renggli-Bonsack (* 1932) ist eine ehemalige Schweizer Politikerin (PNR und FDP). Sie wurde als erste Frau in den Bieler Stadt- und den Gemeinderat gewählt. Als erste französischsprachige Bielerin gewann sie 1974 ein Mandat im Grossen Rat des Kantons Bern.

## Leben und politisches Engagement
Claire-Lise Bonsack wuchs in Biel auf. Nach dem Gymnasium absolvierte sie eine Ausbildung an der sozialen Frauenschule in Genf. Nach verschiedenen Praktika heiratete sie Peter Renggli, der in der Uhrenindustrie tätig war und im Herbst 1968 zu ihren Gunsten auf ein Mandat verzichtete.
Als Mutter von vier Kindern im Vorschulalter wurde Renggli 1968 politisch aktiv. Sie war Präsidentin des Verbandes der Bieler Frauenvereine und wurde 1968 nach der Einführung des Frauenstimmrechts auf Gemeindeebene als erste Frau in den Bieler Stadtrat gewählt. Für die Parti national romand (PNR; später Parti radical romand, PRR) errang sie einen achten Sitz. Im Herbst 1968 kandidierte sie erfolgreich für die Freisinnigen. In der Bieler Gemeindeexekutive war sie 1973 ebenfalls die erste Frau. Im folgenden Jahr wurde Renggli als erste Bielerin in den Grossen Rat des Kantons gewählt, in dem sie bis 1988 verblieb, aus der Gemeindeexekutive schied sie 1980 aus. Die ersten zehn Grossrätinnen arbeiteten parteienübergreifend zusammen und unterstützten sich gegenseitig bei ihren Anliegen.
Als Grossrätin wirkte Renggli in der Justizkommission und anschliessend in der Staatswirtschaftskommission mit. Als erste Frau präsidierte sie die Paritätische Kommission für den Kantonswechsel des Laufentals. Von 1985 bis 1988 war sie Fraktionspräsidentin der FDP. In einem Postulat forderte sie 1977, dass für französischsprachige Kinder und Jugendliche mit einer Behinderung Einrichtungen und Arbeitsstellen geschaffen wurden. Renggli setzte sich für die Verbesserung der finanziellen Situation von geschiedenen Frauen ein. Im Jahr 1979 forderte sie in einer Interpellation eine gesetzliche Grundlage für Gemeinden, damit diese bei Ehescheidungen Unterhaltszahlungen von den Ehemännern einfordern können. Im selben Jahr nahm sie Einsitz in der vorberatenden Kommission zum Gesetz über Inkassohilfe und Bevorschussung von Unterhaltsbeiträgen.
Renggli engagierte sich langjährig im Stiftungsrat der Ausbildungsstätte «La Pimpinière» für Menschen mit Behinderung, die sich im Berner Jura zu einer bedeutenden Einrichtung entwickelte.